# Taricha granulosa
La salamandra de piel rugosa (Taricha granulosa) es una especie de anfibio caudato de América del Norte conocida por la fuerte toxina que exuda a través de su piel.

## Apariencia
Su apariencia es la de una salamandra de hocico redondeado, su color va desde marrón claro a oliva o marrón-negro en la parte superior, con la parte inferior, incluida la de la cabeza, las piernas y la cola, con una naranja amarillento que contrasta con el marrón de la parte superior. La piel es granular, pero los machos son de piel suave durante la temporada de cría. Miden entre 6 y 9 cm de longitud de hocico a ano, y entre 11 a 18 cm hasta la punta de la cola. Son similares al tritón de California (Taricha torosa) pero difieren en que tienen ojos más pequeños, iris amarillos, los patrones de los dientes en forma de "V", y los párpados uniformemente oscuros. Los machos se pueden distinguir de las hembras durante la temporada de cría por grandes lóbulos de ventilación hinchados y cornificadas almohadillas pedales.

## Parásitos
La lista de parásitos que afectan a Taricha granulosa incluye el trematodo Helipegus occidualis, la forma adulta de este puede infectar el esófago de la salamandra y la parte anterior de su estómago.